# ژیل کنستانتینیان
ژیل کنستانتینیان (انگلیسی: Gilles Constantinian؛ زادهٔ ۲۷ اکتبر ۱۹۶۴) بازیکن فوتبال اهل فرانسه است.
از باشگاه‌هایی که در آن بازی کرده‌است می‌توان به باشگاه فوتبال المپیک لیون و باشگاه فوتبال نیم المپیک اشاره کرد.